# Andreas Pott
Andreas Pott (* 4. Januar 1968 in Düsseldorf) ist Professor für Sozialgeographie mit dem Schwerpunkt Bevölkerungs- und Migrationsforschung an der Universität Osnabrück.

## Biographie
Pott studierte von 1988 bis 1995 Geographie, Mathematik, Philosophie und Soziologie an der Universität Bonn und dem University College London. Von 1995 bis 1998 war er DFG-Stipendiat im Graduiertenkolleg Migration im modernen Europa am Institut für Migrationsforschung und Interkulturelle Studien (IMIS) und von 2000 bis 2007 Wissenschaftlicher Mitarbeiter an der Johann Wolfgang Goethe-Universität Frankfurt a. M. Seit 2007 ist er Professor für Sozialgeographie an der Universität Osnabrück, seit 2008 ist er Mitglied des Vorstands des Instituts für Migrationsforschung und Interkulturelle Studien (IMIS) und fungierte von 2009 bis 2020 als dessen Direktor. Pott leitet das Institut für Geographie an der Universität Osnabrück seit 2021. Er ist Sprecher des Sonderforschungsbereichs 1604 Produktion von Migration.
Er promovierte 2001 an der Universität Osnabrück mit der Dissertation Ethnizität und Raum im Aufstiegsprozeß – Eine Untersuchung zum Bildungsaufstieg in der zweiten türkischen Migrantengeneration und habilitierte sich 2006 an der Goethe-Universität Frankfurt a. M. mit der Arbeit Orte des Tourismus. Eine raum- und gesellschaftstheoretische Untersuchung.
Pott ist Ko-Direktor des Standing Committee Reflexivities in Migration Studies des International Migration Research Network IMISCOE, Wissenschaftlicher Rat des Deutschen Zentrums für Integrations- und Migrationsforschung (DeZIM e.V.) und stellvertretender Sprecher der DeZIM-Gemeinschaft sowie Mitglied des Rats für Migration.

## Forschung
Das Forschungsprofil von Andreas Pott umfasst soziale Aufstiegsprozesse, Geographien der Migration, Reflexive Migrationsforschung und Wissensproduktion, Kulturgeographie sowie Sozial- und Raumtheorie.
Seit 2024 ist Andreas Pott Sprecher des Sonderforschungsbereichs 1604 Produktion von Migration. Der interdisziplinäre Forschungsverbund untersucht wie und mit welchen Bedeutungen Migration im Rahmen gesellschaftlicher Aushandlungen hergestellt wird, warum sich der gesellschaftliche Umgang mit Migration wandelt und welche Folgen dies hat. Andreas Pott leitet gemeinsam mit Jochen Oltmer das Teilprojekt "Die Produktion städtischer Migrationsräume durch Kommunen und Wissenschaft" und zusammen mit Thomas Scheffer das Projekt "Die Produktion von Klimaflucht als Theoretisierungsanlass".

## Schriften (Auswahl)
- Report Globale Flucht, 2024 (Hg. mit Jochen Oltmer, Marcel Berlinghoff, Franck Düvell und Christine Lang), Frankfurt a. M.: Fischer. 2024. ISBN 978-3-596-71069-0.
- Kulturproduktion in der Migrationsgesellschaft. Herausforderungen für Kulturinstitutionen und Kulturpolitik, 2024 (Hg. mit Jens Schneider, Jochen Oltmer und Antonie Schmiz), Bielefeld: transcript-Verlag. 2024. ISBN 978-3-8394-6431-1.
- New Social Mobility. Second Generation Pioneers in Europe (ed. with Maurice Crul and Jens Schneider). IMISCOE Research Series. Cham: Springer. 2023. https://doi.org/10.1007/978-3-031-05566-9.
- mit Christine Lang und Jens Schneider: Erfolg nicht vorgesehen. Sozialer Aufstieg in der Einwanderungsgesellschaft – und was ihn so schwer macht, Münster/New York: Waxmann. 2018. ISBN 978-3-8309-3516-2.
- Was ist ein Migrationsregime? What is a Migration Regime (Hg. mit Christoph Rass und Frank Wolff), Wiesbaden: Springer VS. 2018. ISBN 978-3-658-20531-7.
- Orte des Tourismus. Eine raum- und gesellschaftstheoretische Untersuchung, Bielefeld: transcript-Verlag. 2007. ISBN 978-3-8394-0763-9.
- Ethnizität und Raum im Aufstiegsprozeß – Eine Untersuchung zum Bildungsaufstieg in der zweiten türkischen Migrantengeneration, Opladen: Leske + Budrich. 2002. ISBN 978-3-8100-3598-1